# 大紫琉灰蝶
大紫琉灰蝶（學名：Celastrina oreas），又名阿里山琉璃小灰蝶、阿里山瑠璃小灰蝶、柃木琉璃灰蝶、大琉灰蝶、大紫琉璃灰蝶。

## 描述
本種為中型灰蝶，具明顯雌雄二型性。雄蝶體背為暗褐混藍，腹面白色。頭、複眼及下唇鬚具毛，額中央有白色帶紋，觸角黑褐帶白環，下唇鬚白中帶褐，末節棒狀。前足跗節癒合，末端彎曲尖銳。
前翅長16-18 mm，呈三角形，後翅圓扇形。翅背面為紫色，前翅外緣有黑褐細邊；翅腹面白底帶靛色，具中央褐色斑列：前翅為短紋列成一行，後翅斑列蜿蜒，CuA2室斑點常融合或分離。後翅亞基部有2–3個小褐斑，中室端具短線紋。亞外緣有內側弦月紋與外側深色點列。緣毛白，翅脈端褐色。
雌蝶外觀與雄蝶類似，但翅背面為褐底，紫色鱗片色淺且分布範圍較小，前翅前緣與外緣具寬黑邊，後翅亞外緣有一列黑斑。其前足跗節不癒合。
翅腹面圖紋細緻：底色白，佈滿細小暗褐紋，後翅基部泛青。前翅中央斑列略偏外，除R5外大致呈直線；後翅Rs室斑點向翅基偏移，中室端亦具短線紋。前後翅外緣均有外側黑點列與內側波狀黑線。中室與翅基常有暗褐色小點。

## 分佈
分布於印度東北部、緬甸、朝鮮半島及華東，臺灣則見於高海拔山區。

## 棲地
棲息於常綠闊葉林、亞高山灌叢及針葉林，一年多代。成蝶飛行敏捷，會訪花，雄蝶喜至濕地吸水；幼蟲以薔薇科假皂莢的新芽與幼葉為食。另有記錄顯示山茶科的粗毛柃木與銳葉柃木亦可作為寄主。